# Diploptalis
Diploptalis és un gènere monotípic d'arnes de la família Crambidae. Conté només una espècie, Diploptalis metallescens, que es troba a Nigèria.